# Stade Dr-Antoine-Maduro
Le stade Dr-Antoine-Maduro est un stade de football situé à Willemstad, Curaçao. D'une capacité de 7 000 places, il est utilisé par le club curacien de Sport Unie Brion-Trappers (SUBT), d'où son surnom de SUBT Stadion.
Inauguré en 1950, il a été baptisé en hommage à Antoine Johannes Maduro (1909-1997), considéré comme le « père du papiamento ».